# 高田亮
高田 亮（たかだ りょう、1971年10月3日 - ）は、日本の脚本家、小説家である。東京都出身。

## 経歴
1994年、当時アルバイトをしていたレンタルビデオ店に客として来ていた元大映の脚本家、工藤裕弘と知り合い、後に同年に弟子入りして脚本を学び、1997年よりオリジナルビデオ、深夜ドラマなどの低予算の映像作品で助監督を務める。
2011年、吉高由里子主演の『婚前特急』で劇場映画デビューし、後に『さよなら渓谷』、『わたしのハワイの歩きかた』。等に参加し、2014年に公開した『そこのみにて光輝く』でキネマ旬報ベストテン脚本賞、ヨコハマ映画祭脚本賞を受賞する。
2016年は『セーラー服と機関銃 -卒業-』、『オーバー・フェンス』が劇場公開され、『グーグーだって猫である2』、『ねこねこ日本史』がテレビ放送された。
2017年6月からは、監督・熊切和嘉、脚本・高田亮、主演・綾野剛による、映画『武曲 MUKOKU』が公開され、第39回モスクワ国際映画祭 正式出品が決定した。

## 作品

### 脚本

#### 映画
- 古奈子は男選びが悪い(2006年)
- くりいむレモン 旅の終わり(2008年)
- 実写版 18倫（2009年）
- 婚前特急(2011年)
- さよなら渓谷(2013年)
- わたしのハワイの歩きかた(2014年)
- そこのみにて光輝く(2014年)
- 銀の匙 Silver Spoon(2014年)
- きみはいい子(2015年)
- セーラー服と機関銃 -卒業-(2016年)
- オーバー・フェンス(2016年)
- 秋の理由（2016年）
- 武曲 MUKOKU（2017年）[8]
- 猫は抱くもの（2018年）
- 裏アカ（2020年）
- まともじゃないのは君も一緒（2021年）
- ボクたちはみんな大人になれなかった（2021年）[9]
- さがす（2022年）
- 死刑にいたる病（2022年）
- グッバイ・クルエル・ワールド（2022年）
- こいびとのみつけかた（2023年）
- 告白 コンフェッション（2024年）
- ふつうの子ども（2025年）

#### テレビドラマ
- D×TOWN 太陽は待ってくれない(2012年 テレビ東京)
- グーグーだって猫である(2014年 WOWOW)
- グーグーだって猫である2 -good good the fortune cat- (2016年 WOWOW)
- ミュージアム ‐序章‐（2016年、WOWOW）
- 60 誤判対策室(2018年5月放送 WOWOW)
- 恋のツキ（2018年7月26日放送開始 テレビ東京、Netflix）
- 詐欺の子（2019年3月、NHK総合） - 作
- 信州発地域ドラマ ピンぼけの家族（2020年3月、NHK BSプレミアム）
- 空白を満たしなさい（2022年、NHK）[10]
- 僕の姉ちゃん（2022年、テレビ東京）
- 街並み照らすヤツら（2024年、日本テレビ）

#### 配信ドラマ
- 婚前特急-ジンセイは17から-(2009年 LISMOドラマ)
- いずみと僕と彼と俺(2009年 LISMOドラマ)
- 卒業までにしたい3つのこと(2010年 LISMOドラマ)
- 就活戦線異常あり(2010年 LISMOドラマ)
- 婚前特急-ジンセイやっぱ21から-(2010年 LISMOドラマ)
- 婚前特急-結婚まであと117日(2011年 LISMOドラマ)
- ラブ・スウィング〜色々な愛のかたち〜(2012年 BeeTV)
- 午前3時の無法地帯(2013年 BeeTV)
- 息をひそめて(2021年 Hulu)

#### テレビアニメ
- ねこねこ日本史(2016年 NHK Eテレ) - シリーズ構成

#### 劇場版アニメ
- クレヨンしんちゃん 激突！ ラクガキングダムとほぼ四人の勇者（2020年）

## 著書

### ノベライズ
- 婚前特急 池下チエ結婚まであと284日(2011年)

### 小説
- ハピネスマンション(2012年)

## 受賞
- 2015年 第36回ヨコハマ映画祭 - 脚本賞『そこのみにて光輝く』
- 2015年 第88回キネマ旬報ベスト・テン - 脚本賞『そこのみにて光輝く』
- 2015年 第9回アジアン・フィルム・アワード - 脚本賞ノミネート『そこのみにて光輝く』
- 2019年 第45回放送文化基金賞番組部門 - 脚本賞『詐欺の子』